# 王道隆
王道隆（おう どうりゅう、生年不詳 - 474年）は、南朝宋の明帝の寵臣。本貫は呉興郡烏程県。

## 経歴
はじめ主書書吏となり、後に主書に昇進した。湘東王劉彧が彭城に駐屯すると、道隆はその下で典籤に任じられ、内監を代行した。泰始元年（465年）、明帝劉彧が即位すると、道隆は呉平県侯に封じられ、阮佃夫・楊運長・李道児らとともに政権の中枢に入った。南台侍御史となり、しばらくして員外散騎侍郎・南蘭陵郡太守となった。泰始2年（466年）、中書通事舎人を兼ねた。泰始5年（469年）、東宮に入って皇太子劉昱に近侍し、また中書通事舎人を兼ねた。泰豫元年（472年）、後廃帝（劉昱）が即位すると、太子翊軍校尉から右軍将軍となった。
元徽2年（474年）、桂陽王劉休範の乱が起こると、道隆は羽林の精兵を率いて朱雀門に出た。劉勔の作戦を容れず、反乱軍に敗れてその追撃を受けて殺害された。輔国将軍・益州刺史の位を追贈された。
子の王法貞が後を嗣いだが、南朝斉が建てられると封を除かれた。

## 伝記資料
- 『宋書』巻94 列伝第54
- 『南史』巻77 列伝第67